# Engels (Monatsmagazin)
engels, Untertitel Kultur.Kino.Wuppertal, ist ein Monatsmagazin in Wuppertal mit Film- und Kulturberichterstattung. Herausgeber ist der Berndt Media-Verlag in Bochum.

## Geschichte
engels wurde von Verlagsleiter Joachim Berndt 2001 in Wuppertal gegründet, nach dem Vorbild der Kölner Zeitschrift choices. Vorgänger war das Heft „Cinema“, das die Programme einiger Filmkunstkinos vorstellte. Als mehrere Kinos geschlossen wurden, stellte sich die Frage nach dem Fortbestand des Heftes. Joachim Berndt entschloss sich zur Neugründung, die er nach dem in Wuppertal geborenen kommunistischen Schriftsteller Friedrich Engels benannte. Die Kolumne „engels zungen“ stellt Briefe an Engels ausschnittsweise vor. Schwerpunkt ist die aktuelle Filmberichterstattung. Hinzu kommen Kulturartikel aus den Bereichen Musik, Bühne, Tanz, Kunst, Literatur und Alternativkultur in Wuppertal und Umgebung, fallweise aus dem gesamten Ruhrgebiet. Weiterhin gibt es seit 2006 ein Monatsthema, das – im Verbund mit choices und Trailer – aktuelle gesellschaftspolitische Fragen behandelt. Die Redaktion befindet sich im Berndt Media-Verlag in Bochum und ist mit der von choices und trailer vernetzt, was heißt, dass Artikel wechselseitig übernommen werden. Die besten Artikel werden zusätzlich auf der übergeordneten Webseite kultur-kino-bildung.de veröffentlicht. Innerhalb des Verlags gilt engels als Versuchslabor für neue Ideen. Am Anfang lagen Redaktion, Graphik, Anzeigenakquise und Vertrieb in der Hand des Herausgebers Joachim Berndt. 2004 wurde ein stellvertretender Chefredakteur eingeführt. Seit 2011 gibt es eine Chefredaktion, die für alle drei Magazine verantwortlich ist. Außerdem gibt es einzelne Ressortleiter, etwa für Film oder Theater. Das Logo von engels ist seit Gründung gleich geblieben. Im Layout sind die verschiedenen Rubriken farblich voneinander unterschieden. Der Internetauftritt wurde 2007 eingerichtet.

## Ausrichtung
Die Ausrichtung ist linksliberal. Zu Beginn bestand eine Orientierung an der taz. Mit dem Cover-Slogan „Wie wollen wir leben“ dokumentiert engels seinen Anspruch, aktuelle gesellschaftspolitische Fragen und Entwicklungen aufzugreifen. Ethisch besteht eine Verortung an den Prinzipien der französischen Aufklärung sowie der Vereinten Nationen. Leserrückmeldungen besagen, dass die Zeitschriften des Berndt-Media-Verlags „Orientierung in einer nach allen Seiten ausfransenden Gesellschaft bieten“. engels war das erste Magazin, das auf chlorfreiem Papier gedruckt wurde. Und gehörte zu den ersten, die das Siegel für klimaneutralen Druck erhielten. Der Berndt Media-Verlag war als erster Mitglied im Bundesdeutschen Arbeitskreis für Umweltbewusstes Management e. V., kurz B.A.U.M., einem Netzwerk für nachhaltiges Wirtschaften. Er bekennt sich zum B.A.U.M.-Kodex für nachhaltiges Wirtschaften, weshalb seine Hefte das B.A.U.M.-Logo tragen dürfen.

## Rezeption
engels besteht als monatliches Printmagazin sowie als Online-Version, in der Beiträge tagesaktuell eingestellt werden. Hinzu kommen Twitter- und Facebook-Account. Lag die Printauflage ursprünglich bei 30.000, liegt sie derzeit bei 15.000 (IVW-kontrolliert). Die Webseiten der Partnermagazine engels, choices, trailer und biograph erreichen monatlich ca. 500.000 PageImpressions und ca. 100.000 UniqueUser.
Laut Leserbefragung sind zwei Drittel der Leser Frauen, was redaktionell berücksichtigt wird. Auch ist der Berndt-Media-Verlag langfristig bemüht, den Frauenanteil im Team auf 50 % zu heben.